# إقليم فيانارانتسوا
فيانارانتسوا كانت إقليماً في مدغشقر وموطناً للحدائق الوطنية
- المساحة: 103,272 كم  2 .
- السكان 3,366,291 (تموز/يوليه، تقديرات عام 2001).
- العاصمة: فيانارانتسوا.
- الرئيس: فيضي راكوتوناريفو مبانجاتو (منذ عام 2005).

وكان من مدنها أندوهاباتساكانا. كانت المقاطعة موطنا للحدائق الوطنية الرئيسية الأربعة: رانومافانا الحديقة الوطنية ‏، الوطنية ميدونجي Du Sud، إيسالو الحديقة الوطنية، وأندرينجيترا.
كثيرا ما أشير إليه في شكلها المختصر من «فينار».
يحد إقليم فيانارانتسوا المقاطعات التالية:
- تواماسينا-الشمال
- أنتاناناريفو-شمال غرب
- توليارا-الغرب

## التقسيمات الإدارية
| - المنطقة أتسيمو-أتسينانانا: - 5. بيفوتاكا - 7. فارافانجانا - 19. سود-ميدونجي - 21. وبيتروكا - 23. فوندروزو - المنطقة إيهورومبي: - 10. حي إياكورا (إياكورا) - 12. حي إيهوسي (إيهوسي) - 15. حي إيفوهيبي (إيفوهيبي) - ماتسياترا [هوت المنطقة: - 1. أمبالافاو - 3. - 8. فيانارانتسوا الريفية - 9. فيانارانتسوا المناطق الحضرية - 13. إيكالامافوني - المنطقة هوس Amoron'i: - 2. امباتوفوفيناندراهانا - 4. أمبوسيترا - 6. فاندريانا - 17. ماناندريانا - المنطقة فاتوفافي-فيتوفيناني: - 11. وامبوهيماهاسوا - 14. ايكونجو - 16. ونوهيمار-أتسيمو - 18. مانانجاري - 20. فاركى فضولي - 22. فوهيبينو |

## مدن
- الاكاميسي، فيانارانتسوا
- فانجاكانا